# Coventry-Eagle
Coventry-Eagle is een Brits historisch merk van motorfietsen.
De bedrijfsnaam was: The Coventry-Eagle Motor Co., later The Coventry-Eagle Cycle & Motor Cycle Co., Coventry.
Dit was de voormalige fietsenfabriek van de familie Mayo, die uit het victoriaans tijdperk stamde en vanaf 1901 motorfietsen maakte met 98- tot 998cc-blokken van Villiers, JAP, Sturmey-Archer, Blackburne en Matchless. Deze machines hadden een behoorlijke kwaliteit, waardoor het merk het langer volhield dan de meeste concurrenten die inbouwmotoren gebruikten.
In het begin van de 20e eeuw bouwde Coventry-Eagle zijn eerste gemotoriseerde fiets met een MMC-motorblokje. Dit was een kopie van de beroemde De Dion-Bouton-motor met snuffelkleppen, oppervlaktecarburateur en riemaandrijving naar het achterwiel.
In 1903 volgde een echte motorfiets. Deze machine bestond uit een verstevigd fietsframe en kon met verschillende inbouwmotoren van 1¾- tot 3½ pk uitgerust worden, zoals de 2¾pk-De Dion of de 2½pk-Buchet.
Een tijdje verliet Coventry-Eagle de motorfietsen, maar in de Eerste Wereldoorlog kwam er een model met Coventry-Eagle-frame en Triumph-motorblok.
Vlak na de Eerste Wereldoorlog zette Percy Mayo, de schepper van de latere Coventry-Eagle-modellen, samen met George Brough een onderneming op met als doel de “ideale motor” te ontwikkelen. Later gingen zij hun eigen weg, Brough met zijn merk Brough Superior en Mayo bij Coventry-Eagle. Daardoor leek waarschijnlijk de Coventry-Eagle 980 Flying Eight veel op een Brough Superior, die ook een JAP-blok gebruikte.
Van 1919 tot 1925 verschenen er modellen met blokken van Villiers, Blackburne en JAP. In 1921 kwamen er ook zijspanmodellen en nieuwe 250cc-motoren van de hand van Mayo, zowel in toer- als sportversie. De Coventry-Eagle S 25 had al een soort zadeltank, die aan de voorkant was afgerond en leek op die van Brough Superior. Het spuitwerk was ook opmerkelijk: matzwarte lak voor de tank, maar glanslak voor het frame en de spatborden. De wielen hadden aluminium schijven en er was ook veel chroom gebruikt. Dit model bepaalde het uiterlijk van de Conventry-Eagle-modellen voor de komende jaren. In 1922 verschenen ook de TS 1, een tweetakt zonder versnellingen die 2½ pk leverde, de S 29 met een 2¾pk/283cc-JAP motor, de S 35 3pk/350cc-JAP, de sportieve S 50 met een 3½pk/500cc-JAP en de C 68 met een 5 à 6 pk sterke 680cc-JAP-V-twin. Dit laatste model was bedoeld als zijspantrekker.
In 1923 volgde weer een zeer licht model, de 1¾pk-S 15. De S 35 en de S 29 bleven onveranderd, maar er kwam wel een nieuw 350cc-model, de S 34 met een Blackburne-viertaktmotor, die volledige kettingaandrijving had. Er kwamen echter ook twee echte topmodellen: de C 55 met een 4¼pk/550cc-JAP motor, vier versnellingen, een koppeling en een kickstarter. Het belangrijkste model was echter de Super Sport Solo met een 8pk/980cc-JAP V-twin.
Die laatste werd in 1924 nog eens overtroffen door de Flying 8, eveneens met een 980cc-JAP blok, maar met een kopklepmotor die 130 km/h kon halen. Dit model kreeg de bijnaam "Greyhound of the road". Het was een van de duurste motorfietsen die men in Groot-Brittannië kon kopen. In dat jaar verschenen ook twee sportieve 350cc-sportmodellen en twee toermodellen. In 1927 verscheen de 674cc-Flying 6 met een V-twin-zijklepmotor.
Coventry-Eagle wilde zich meer op zeer luxueuze modellen concentreren, maar in werkelijkheid kwamen er in 1928 meer eenvoudige modellen, vooral toen men steeds meer plaatframes ging gebruiken. Met deze frames maakte men de 147cc-E 21, 175cc-E 23 en E 25 Super Sports en de 200cc-E 27. Daarnaast verschenen de E 31 en de 350cc- E 44, E 45, E 46 Flying, de E 50 Flying 500 en E 55 Flying 500. De "Flying 8"-serie kreeg twee nieuwe 996cc-modellen, de E 150 en de E 160.
In 1929 leverde men nog steeds de 147- en de 175cc-modellen en de grote tweecilinders, maar ook nieuwe 200cc-tweetakten 300- en 490cc-toermodellen, een 350cc-sportmodel en twee sportmodellen met JAP-motoren. Deze modellen bleven tot 1931 in productie, naar toen moest men door de Grote Depressie omschakelen naar goedkopere motorfietsen. De zware V-twins verdwenen uit het programma en er resteerden drie 350cc-modellen, de H 40, de H 44 en de H 45. In 1933 werd de modellenlijn verder ingekromen en Coventry-Eagle ontwikkelde een heel nieuw plaatframe, een soort kist van geperste staalplaten die zelfs om het achterwiel liep. Hieraan waren twee driehoekige staanders voor het zadel bevestigd en losse framebuizen voor de bevestiging van het balhoofd en de tank. Dit frame werd gebruikt voor de Pullman N 11 die een 250cc-Villiers-tweetaktmotor kreeg.
Door de depressie werden fietsen weer populair en Coventry-Eagle concentreerde zich weer meer op de rijwielmarkt. In 1939 eindigde de motorproductie, maar in 1945 kwam er nog een 250cc-machine. Hierna werden alleen nog fietsen gemaakt.

## Spot- en bijnamen
- Coventry-Eagle 980 Flying Eight: Rough Superior (vanwege de gelijkenis met een Brough Superior)

## Afbeeldingen

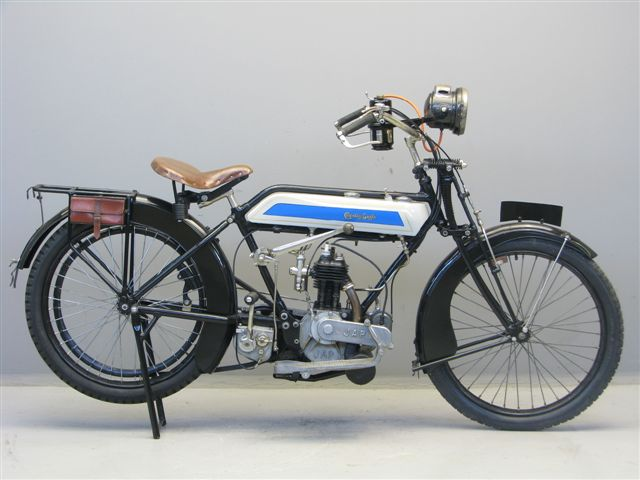
Coventry-Eagle 2¾ pk (300 cc JAP zijklepper) uit 1920
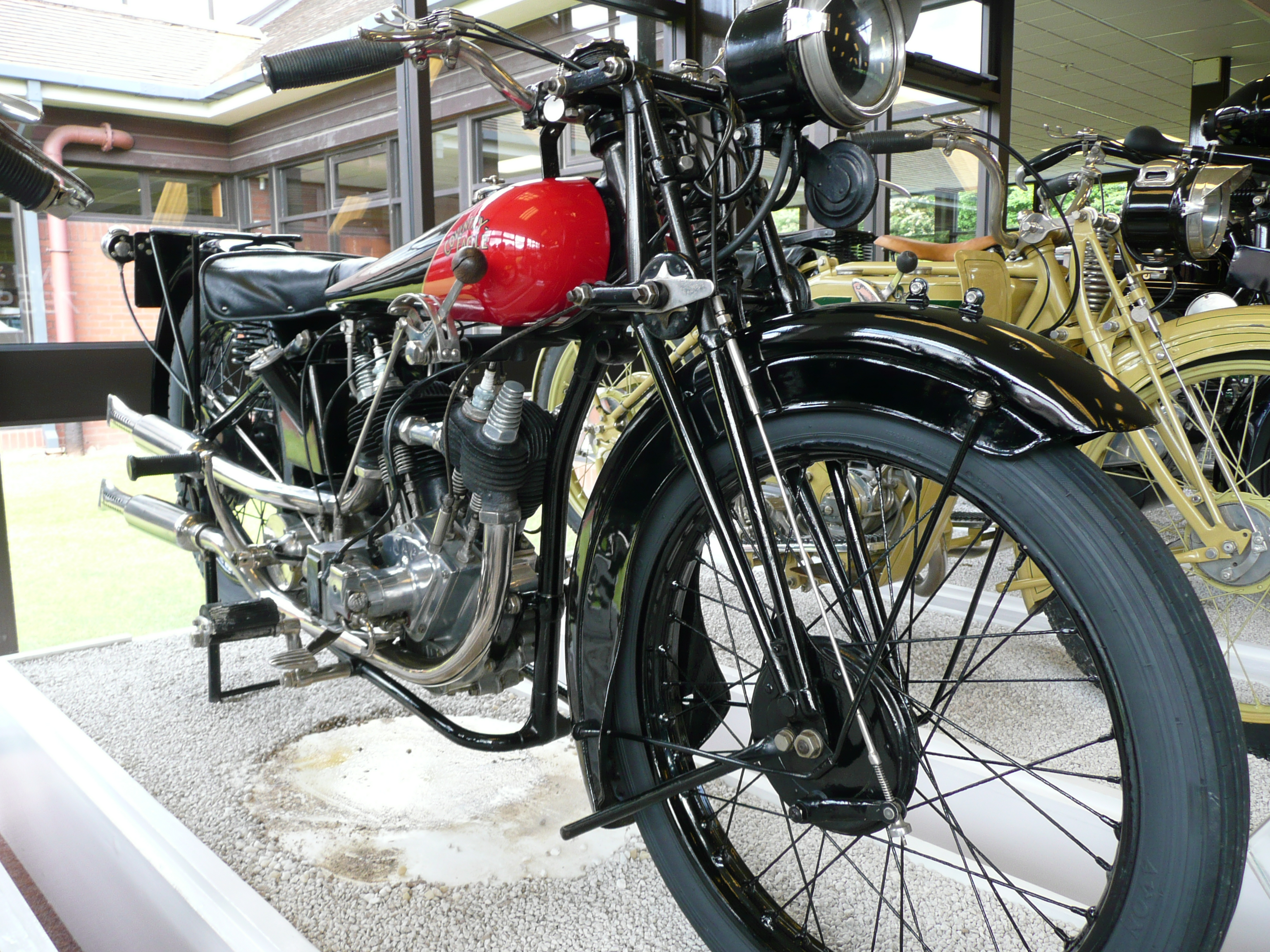
Coventry Eagle Flying 6 uit 1927
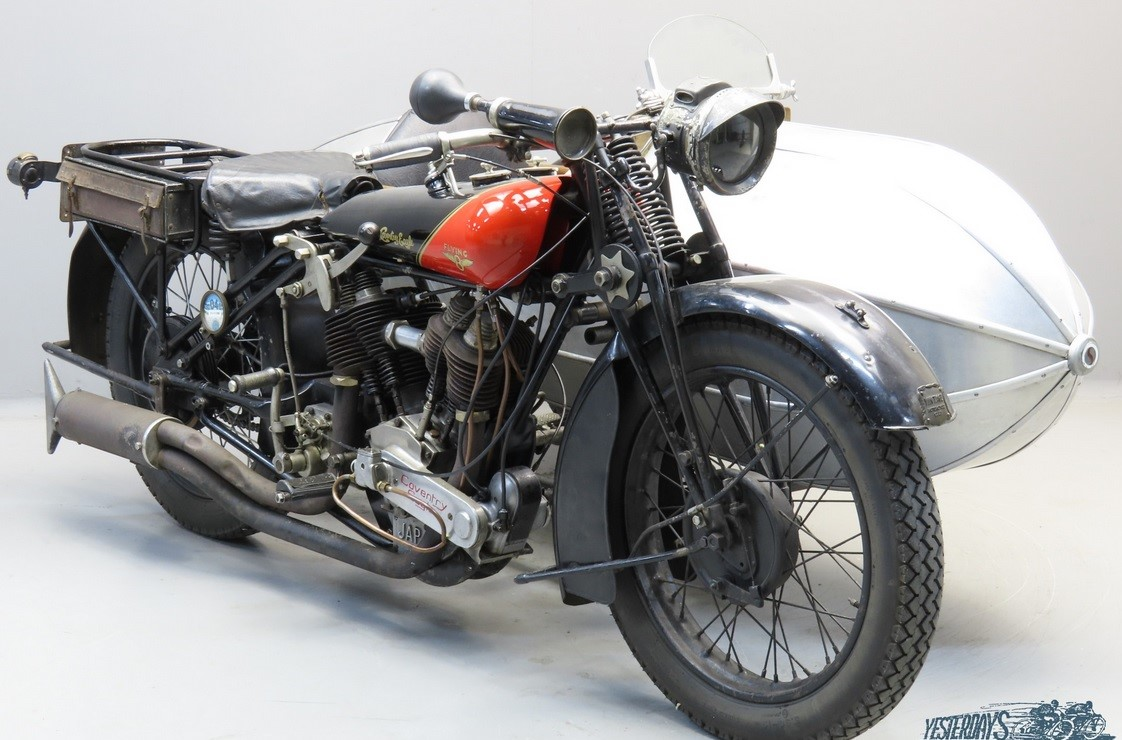
Coventry-Eagle Flying 8 uit 1925
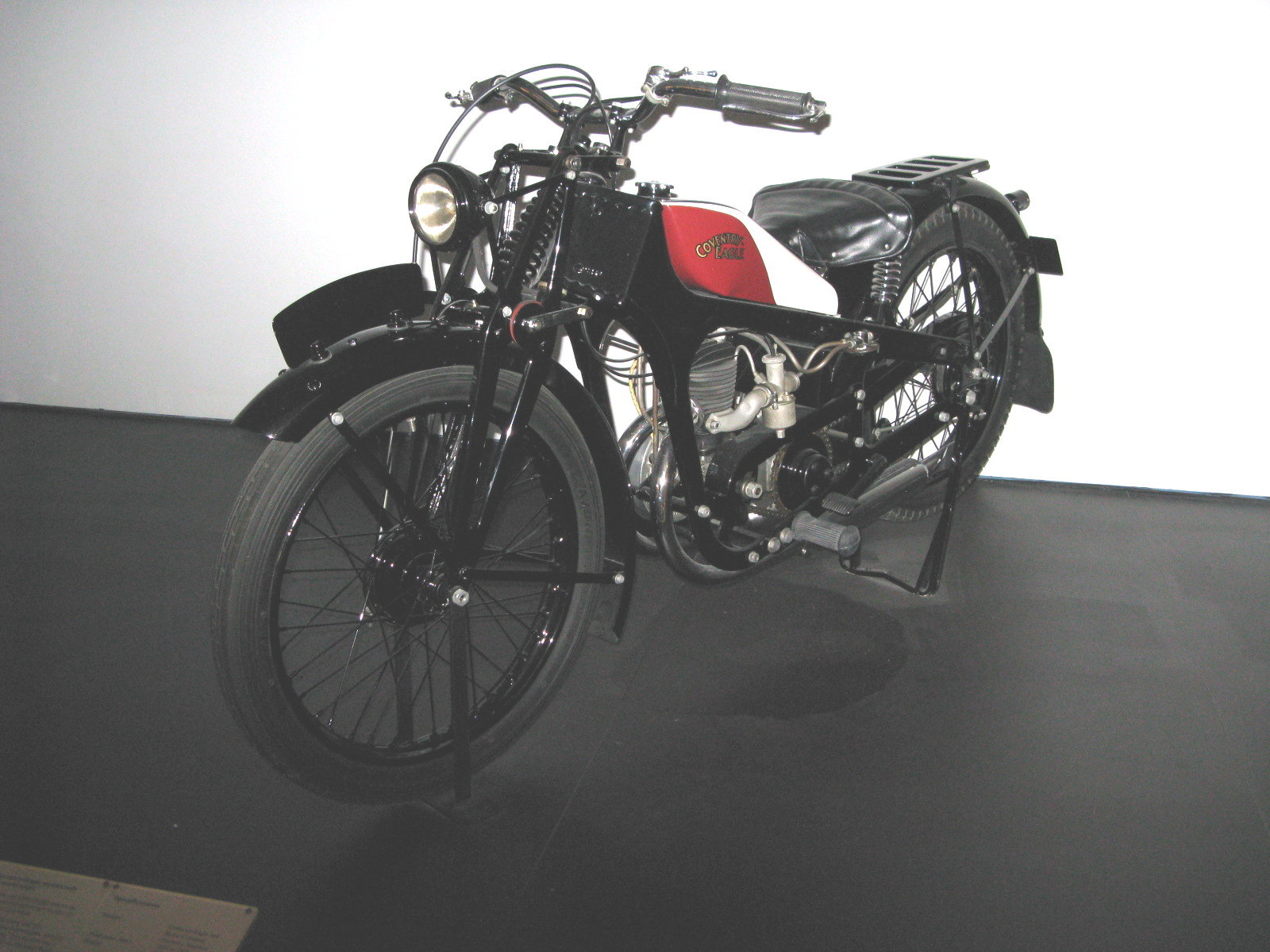
Coventry Eagle 175 cc uit 1930
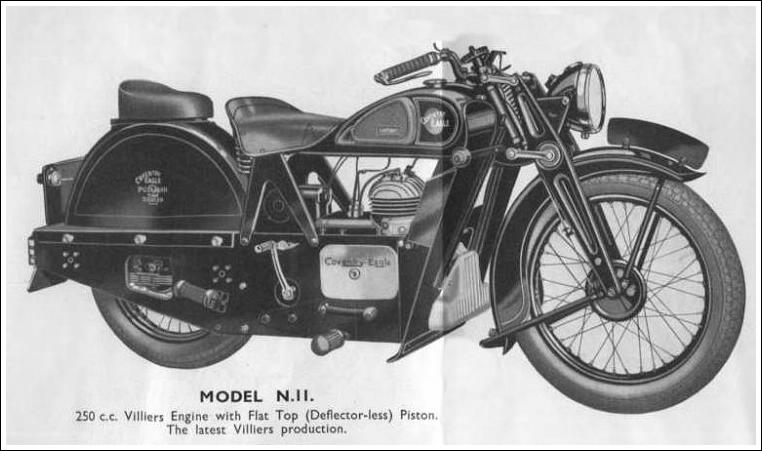
De Coventry Eagle Pullman 250 uit 1937 had een Villiers-tweetaktmotor